# André Barrais
André Barrais (Levallois-Perret, 22 febbraio 1920 – Plougastel-Daoulas, 15 gennaio 2004) è stato un cestista francese.

## Carriera
Con la Francia ha disputato i Giochi olimpici di Londra 1948, vincendo la medaglia d'argento.

## Palmarès
- Campionato francese: 1

Championnet: 1944-45